# Pylaisiella cristata
Pylaisiella cristata là một loài Rêu trong họ Hypnaceae. Loài này được (Cardot) Z. Iwats & Nog miêu tả khoa học đầu tiên năm 1973.